# 邻接权
邻接权是指为了保护表演者或者演奏者、录音制作者和广播组织在其公开使用作者作品、各类艺术表演或向公众播送时事、信息及在声音或图像有关活动方面应得的利益而给予的权利。邻接权相对于作者权利而言，包括表演者、广播者的权利等。
关于保护邻接权的国际条约主要有《罗马公约》。